# Созаев, Ахмат Султанович
Созаев Ахмат Султанович (род. 21 января 1941) — балкарский поэт, народный поэт Кабардино-Балкарской Республики, народный поэт Карачаево-Черкесской Республики.

## Биография
Родился 21 января 1941 года.
А. С. Созаев работал главным редактором Гостелерадио КБР, директором издательства «Эльбрус».
С 2003 года является председателем правления Союза писателей Кабардино-Балкарии.
Секретарь правления Союза писателей России.

## Творчество
Первый поэтический сборник поэта «Кюнню кёреме» (Вижу солнце) вышел в свет в 1968 году. Вслед за ней вышла из печати вторая книга Созаева «Кюн ауанала» (Солнечные тени, 1972).
А. Созаев — автор многих поэтических сборников, изданных в Москве и Нальчике: «Голоса трав», «Руки», «Акъ суу» (Белая Речка, 1983), «Эрттенликни ачама» (Открываю утро, 1991), «Аллах айтса» («Даст Бог», 1995), «Тангымы ауазы» («Голос рассвета моего», 1998).
На стихи поэта Ахмата Созаева сложены песни, получившие большое признание в республике.
Рассказ Созаева «У расставания солёный вкус», описывающий жизнь собаки, оставшейся в ауле после выселения балкарцев, в 1994 году был удостоен первой премии на республиканском литературном конкурсе к 50-летию со дня депортации балкарского народа.

## Награды и премии
- Народный поэт Кабардино-Балкарской Республики
- Народный поэт Карачаево-Черкесской Республики (2005)
- Заслуженный работник культуры Кабардино-Балкарии
- Медаль «За трудовое отличие»
- Отличник телевидения и радио
- Лауреат Государственной премии Кабардино-Балкарской Республики в области литературы и искусства (2002)
- Лауреат премии комсомола Кабардино-Балкарии
- Лауреат Артиады народов России (2001)